# Chủ nghĩa chống cộng

Áp phích tuyên truyền chống cộng sản của Đức năm 1937.

Chủ nghĩa chống Cộng sản là tập hợp các lập trường và quan điểm chống lại chủ nghĩa Cộng sản. Chủ nghĩa chống Cộng sản có tổ chức đã phát triển để phản ứng với sự lớn mạnh của chủ nghĩa Cộng sản đặc biệt sau Cách mạng tháng Mười ở Nga và đạt được mức toàn cầu trong cuộc chiến tranh Lạnh. Trong ý nghĩa chính trị thì nó không nhất thiết là có ác cảm với ý thức hệ cộng sản mà là để đối phó với chế độ độc đảng của chủ nghĩa Marx-Lenin tại Liên Xô và các đồng minh, đã bị chỉ trích không phải là xã hội cộng sản, mà chỉ có trên danh nghĩa.
Chống lại chủ nghĩa Cộng sản có thể là những người ủng hộ Chủ nghĩa tự do, chủ nghĩa dân tộc, chủ nghĩa Sô vanh, chủ nghĩa tư bản, chủ nghĩa phát xít, chế độ phong kiến, các tổ chức tôn giáo, phê phán chủ nghĩa Marx, trường phái triết học duy tâm chủ nghĩa,...
Trước và trong Chiến tranh thế giới thứ hai, nhiều người Mỹ, vô tình hay cố ý, coi nước Nga dưới thời Stalin cũng giống Đức Quốc Xã. Khi nước Nga còn được giới lãnh đạo Hoa Kỳ coi là kẻ thù, người dân Hoa Kỳ sẽ chuyển nỗi lo sợ từ nước Đức Quốc xã sang nước Nga thời Stalin, họ gọi đó là Nga phát xít hoặc Phát xít Đỏ, bởi họ thấy lo ngại về một nước Nga không thể đoán trước. Stéphane Courtois, chủ biên cuốn sách đen của Chủ nghĩa Cộng sản cho cả hai đều là các chế độ toàn trị Tuy nhiên một số nhà nghiên cứu (như Nicolas Werth và Jean-Louis Margolin) thì cho rằng đây chỉ là cách nhìn phiến diện bề ngoài, bởi 2 chủ nghĩa này rất khác nhau về chủ trương Học thuyết của Chủ nghĩa phát xít đối đầu với chủ nghĩa cộng sản vì cho rằng chủ nghĩa này chống lại chủ nghĩa quốc gia và tinh thần yêu nước (do chủ nghĩa cộng sản chủ trương đoàn kết vô sản không phân biệt biên giới, dân tộc; trong khi chủ nghĩa phát xít chủ trương về một dân tộc thượng đẳng có quyền cai trị các "dân tộc hạ đẳng" khác).

## Lý thuyết chống chủ nghĩa cộng sản
Đa số người chống cộng sản từ chối các khái niệm duy vật lịch sử, ý tưởng trung tâm trong chủ nghĩa Marx. Những người chống Cộng từ chối niềm tin rằng chủ nghĩa tư bản sẽ bị thay thế bởi chủ nghĩa xã hội và cộng sản, cũng như chủ nghĩa tư bản đã thay thế chế độ phong kiến. Chủ nghĩa chống cộng đặt câu hỏi về hiệu lực của tuyên bố chủ nghĩa Marx là nhà nước xã hội chủ nghĩa sẽ "tàn lụi đi" khi nó trở nên không cần thiết trong một xã hội cộng sản chân chính.
Nhiều nhà phê bình vạch một lỗi quan trọng trong lý thuyết kinh tế cộng sản , theo đó dự báo rằng trong các xã hội tư bản, giai cấp tư sản sẽ tích lũy vốn và sự giàu có ngày càng tăng, trong khi các lớp thấp hơn phụ thuộc nhiều hơn vào các giai cấp thống trị để tồn tại, hầu hết bán sức lao động với mức tiền lương tối thiểu. Phe chống cộng sản chỉ ra sự gia tăng toàn diện trong tiêu chuẩn sống trung bình ở các nước công nghiệp hóa phương Tây và cho rằng cả người giàu và người nghèo đã liên tục sống tốt hơn. Những người chống cộng sản cho rằng các nước cựu thứ ba thế giới đã thành công thoát khỏi đói nghèo trong những thập kỷ gần đây đã làm như vậy bởi vì họ theo chủ nghĩa tư bản, đặc biệt là những Con Hổ châu Á, Ấn Độ và Trung Quốc. Phe chống cộng sản trích dẫn nhiều ví dụ về các nước kém phát triển theo chế độ Cộng sản mà không đạt được phát triển và tăng trưởng kinh tế, và trong nhiều trường hợp đã dẫn dân tộc của mình vào sự đau khổ thậm chí tệ hơn, ví dụ như chế độ Mengistu ở Ethiopia, Khmer Đỏ ở Campuchia, nhà nước Bắc Triều Tiên.

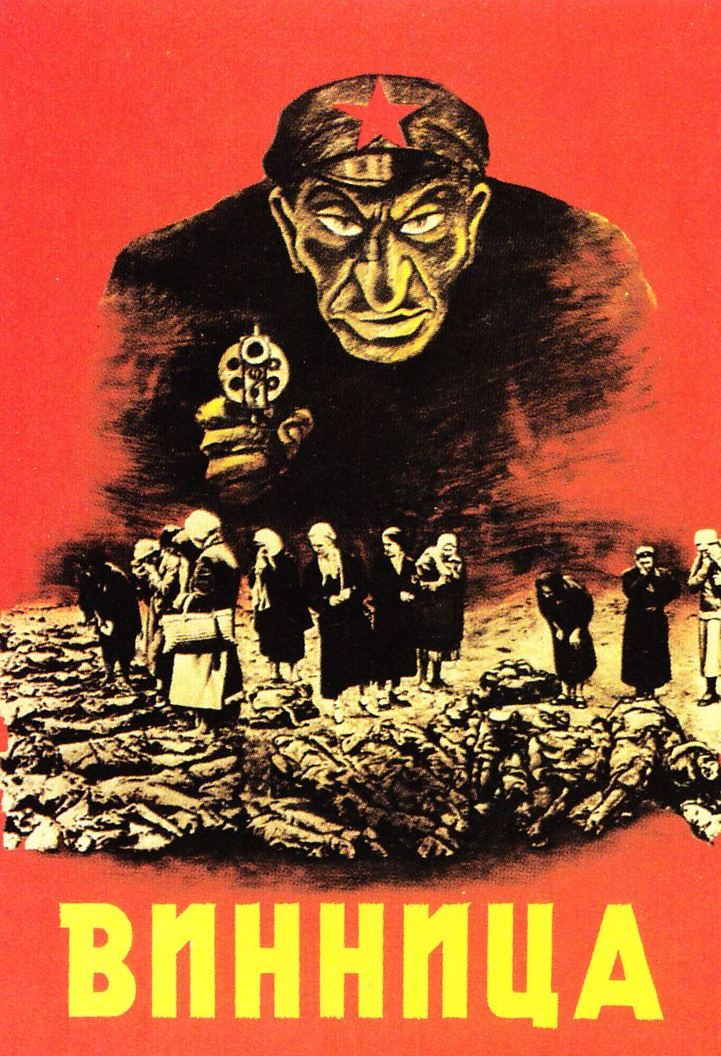
Bích chương tuyên truyền chống cộng của Đức Quốc xã

Tuy nhiên, những người ủng hộ Marx phản bác lại, cho rằng cách hiểu trên là sai lầm. . Sự "bần cùng hóa" giai cấp lao động phải được hiểu mang tính tương đối chứ không phải tuyệt đối, tức là khoảng cách giàu-nghèo giữa tư bản với vô sản sẽ tăng lên, chứ không phải mức sống của người lao động sẽ tụt đi.  Lý thuyết kinh tế cộng sản được Marx gắn cho xã hội Cộng sản chủ nghĩa, một xã hội chưa nước nào đạt tới, nên không thể lấy ví dụ từ nền kinh tế những nước theo chế độ Cộng sản (nhưng chưa đạt tới xã hội Cộng sản chủ nghĩa) để cho rằng mô hình đó là sai. Thực tế những nước tư bản hiện nay cũng áp dụng một số nguyên lý của Marx, duy trì một bộ phận kinh tế Nhà nước để điều tiết thị trường, thay thế cho kinh tế thị trường tự do cạnh tranh như trước kia. 
Những người chống cộng cho rằng đảng Cộng sản khi nắm chính quyền có xu hướng cứng nhắc, không dung nạp đối lập chính trị. Những người phản đối cho rằng nền kinh tế của các nước cộng sản nhất đã cho thấy không có dấu hiệu tiến từ giai đoạn xã hội chủ nghĩa đến một giai đoạn cộng sản lý tưởng. Thay vào đó, chính phủ Cộng sản bị cáo buộc tạo ra một giai cấp thống trị mới (người Nga gọi là Nomenklatura), với quyền hạn và đặc quyền lớn hơn nhiều so với các tầng lớp thượng lưu trong các chế độ trước cách mạng trước đây được hưởng.
Phe chống cộng lập luận rằng sự đàn áp trong những năm đầu của chế độ Bolshevik, tiếp tục diễn ra trong suốt giai đoạn lãnh đạo của Stalin, vô cùng nghiêm trọng nếu xem xét dựa trên bất kỳ tiêu chuẩn đạo đức nào, với các ví dụ như cảnh sát mật Felix Dzerzhinsky đã loại bỏ đối thủ chính trị, hành quyết và nghiền nát một cách tàn bạo cuộc nổi dậy Kronstadt và cuộc nổi dậy Tambov. Theo họ, Trotsky khó có thể chứng minh bất kỳ nền tảng đạo đức cao cả nào trong những nhà lãnh đạo Bolshevik hàng đầu trong những sự kiện này. Trotsky sau đó đã tuyên bố rằng việc đàn áp tàn bạo các phiến quân Kronstadt gắn liền với chủ nghĩa Stalin. 

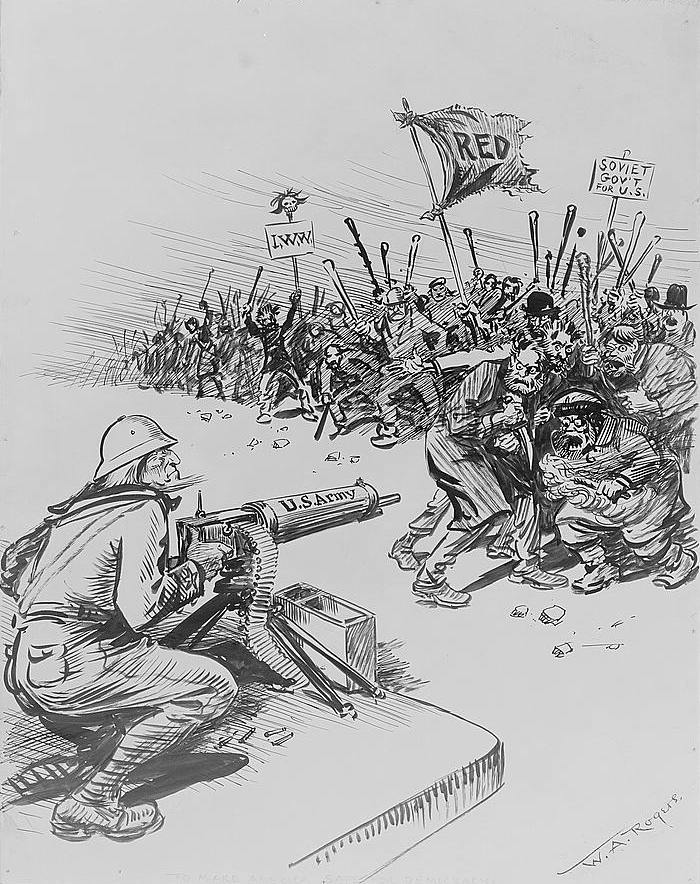
Bích chương tuyên truyền chống cộng của Mỹ năm 1919

Trong cuốn Sách Đen của Chủ nghĩa cộng sản (Black Book of Communism) do Harvard University Press ấn hành, chủ nghĩa cộng sản và chủ nghĩa phát xít đều được sử gia Stéphane Courtois (theo chủ nghĩa Cộng sản Mao từ 1968-71) coi là chủ nghĩa độc tài, nêu bật sự giống nhau giữa các hành động của chính phủ cộng sản và phát xít. Theo tác giả, các chế độ Cộng sản đã giết khoảng 100 triệu người, so với khoảng 25 triệu nạn nhân của chế độ Phát xít. Robert Conquest, một người trước từng theo chủ nghĩa Stalin và cựu viên chức tình báo Anh cho rằng Cộng sản chịu trách nhiệm về hàng chục triệu người chết trong thế kỷ 20.
Quan điểm bản chất thường giải nghĩa bởi những người theo chủ nghĩa khách quan chống cộng sản là không thể đạt được một xã hội bình đẳng lý tưởng. Họ cho rằng đó là bản chất con người được thúc đẩy bởi động cơ cá nhân, và chỉ ra rằng trong khi một số nhà lãnh đạo cộng sản yêu cầu dân chúng cống hiến hết mình cho sự nghiệp xây dựng chủ nghĩa cộng sản thì chính bản thân họ trở nên tham nhũng và độc tài.
Nhà xã hội sinh học Edward O. Wilson nói: "Karl Marx đã đúng, các công trình chủ nghĩa xã hội, nhưng vấn đề là ông đã chọn những loài không đúng", có nghĩa rằng trong khi kiến và côn trùng xuất hiện để sống trong các xã hội cộng sản. Chúng chỉ làm như vậy bởi vì chúng thiếu khả năng sinh sản độc lập. Kiến thợ là vô sinh, và kiến đực không thể sinh sản mà không có kiến chúa, vì vậy kiến buộc phải sống trong các xã hội tập trung. Con người có khả năng sinh sản độc lập, để họ có thể sinh con mà không cần một "kiến chúa". Theo Wilson, con người được hưởng mức tối đa của họ về sự hợp lý theo Darwin chỉ khi họ chăm sóc bản thân và gia đình của họ, trong khi tìm cách sáng tạo nhất để sử dụng các nguồn lực xã hội nơi họ sống vì lợi ích của mình.

## Nguyên nhân
Theo những người cộng sản, nguyên nhân chủ yếu là mâu thuẫn giữa lợi ích của giai cấp lao động và giai cấp tư sản. 
- Chủ nghĩa tư bản lo sợ sự lớn mạnh của chủ nghĩa cộng sản sẽ ảnh hưởng đến quyền lợi của các nhà tư bản.
- Chủ nghĩa cộng sản chủ trương xóa bỏ chủ nghĩa tư bản.
- Theo những người chống cộng, chủ nghĩa cộng sản tuy đã đưa quyền lợi của giai cấp lao động, nhưng lại tước bỏ hết lợi ích của giai cấp tư sản.

## Phương thức hoạt động
Theo những người cộng sản, có nhiều phương thức hoạt động để thực hiện chủ nghĩa chống cộng như: 
- Đấu tranh chính trị
- Biểu tình nhằm vào sai lầm của nhà nước cộng sản
- Truyền bá, cổ vũ lối sống tư sản, ý thức hệ tư sản, các giá trị tư sản
- Tuyên truyền tác động vào ý thức của người dân bằng cách phê phán những gì chưa hoàn thiện của chủ nghĩa cộng sản
- Các nước tư bản thực hiện gây chiến tranh hoặc cấm vận, cô lập nhằm kìm hãm chủ nghĩa cộng sản.

## Các nhóm và phong trào khác nhau

### Ủy ban châu Âu và Liên minh châu Âu
Nghị quyết 1481/2006 của Hội đồng Nghị viện của Ủy hội châu Âu (PACE), ban hành ngày 25 tháng 1 năm 2006 trong kỳ họp mùa đông, kêu gọi các nước thành viên "cực lực lên án tội ác của chế độ cộng sản toàn trị". Các nghị sĩ thuộc Nghị viện châu Âu ủng hộ nghị quyết này đã đề xuất lấy ngày 23 tháng 8 làm ngày châu Âu-rộng nhớ cho thế kỷ 20 tội phạm Đức Quốc xã và Cộng sản. Kết quả là 99 phiếu ủng hộ, 42 phiếu bác và 12 phiếu trắng.
Tuy nhiên, Nghị quyết 1481 đã không giành đủ 2/3 số phiếu cần thiết (chỉ có 153 đại biểu có mặt trên tổng số 317) nên nó không thể thông qua những khuyến cáo cụ thể đối với các nước thành viên trong việc thực hiện nghị quyết này.

### Các nhóm phát xít
Chủ nghĩa phát xít và chủ nghĩa quốc xã dựa trên một cơ sở chống cộng kịch liệt vì họ sợ rằng cách mạng cộng sản giành quyền chính trị và họ đã đặt mục tiêu hủy diệt chủ nghĩa cộng sản trong Chiến tranh thế giới thứ hai.

### Tôn giáo

#### Giáo hội Công giáo Rôma
Giáo hội Công giáo có một lịch sử chống cộng sản. Sách Giáo Lý mới đây nhất của Giáo hội Công giáo viết rằng: "Giáo hội Công giáo đã bác bỏ những tư tưởng vô thần độc tài toàn trị và liên quan trong thời hiện đại của "cộng sản" hay "chủ nghĩa xã hội". Tuy nhiên, quy định hợp lý của thị trường và các sáng kiến kinh tế, phù hợp với một hệ thống các giá trị và các lợi ích chung, là đáng được khen thưởng." 
Ngay từ thập niên 1920, Tòa thánh Vatican đã lên án Liên Xô là một "nhà nước vô thần". Năm 1926, Giáo hoàng Piô XI đã cử một linh mục Dòng Tên người Pháp, Michel d'Herbigny, tới Liên Xô để liên hệ với các tổ chức bí mật của giáo hội tại đây, kế hoạch này được ví như Con ngựa thành Troia của Vatican dành cho Liên Xô.
Ngày 19/3/1937, Giáo hội Công giáo, đứng đầu là Giáo hoàng Piô XI, đã ra một Thông điệp chống Cộng cho toàn thể giáo dân trên thế giới (Divini Redemptoris), trong đó lên án "chủ nghĩa vô thần được lãnh đạo bởi Bolshevik" (Liên Xô). Các Giáo hoàng kế nhiệm cũng tiếp bước con đường chống cộng quyết liệt của các vị tiền nhiệm.
Ảnh hưởng của Giáo hoàng Gioan Phaolô II đối với sự sụp đổ của chế độ cộng sản Ba Lan đã được diễn tả trong cuốn "His Holiness John Paul II and The Hidden History of Our Time" (Đức Giáo hoàng Gioan Phaolô II và Lịch sử bị che đậy trong Thời Đại Chúng Ta) của Carl Bernstein và Marco Politi... Việc ông được lựa chọn làm giáo hoàng đã làm cho người dân Ba Lan trở nên cam đảm và làm cho điện Kremli trở nên lo lắng. Cựu lãnh tụ Lech Wałęsa của Công đoàn Đoàn kết nói nhân ngày kỷ niệm 25 năm thành lập tổ chức, Gioan Phaolô II đã luôn kêu gọi mọi người hãy quên nỗi lo sợ, và thức tỉnh đất nước. Thành phố Berlin đã tặng ông một mảnh của bức tường Berlin để cảm ơn ông đã góp phần phá sập bức màn sắt. Mikhail Sergeyevich Gorbachyov đã viết trong hồi ký mình, những diễn biến ở Đông Âu sẽ không xảy ra nếu không có Gioan Phaolô II.

## Văn học
Boris Pasternak, một nhà văn Nga, tác phẩm của ông Bác sĩ Zhivago từng bị cấm, nó được mang lén ra khỏi nước và ấn hành ở Tây phương năm 1957 và trở nên nổi tiếng. Cùng năm, ông được nhận Giải Nobel Văn học nhưng do những áp lực chính trị, Pasternak đã từ chối nhận giải. Đến năm 1988, tác phẩm Bác sĩ Zhivago của ông mới được xuất bản ở Liên Xô.
George Orwell, một nhà xã hội dân chủ, đã viết 2 cuốn truyện được đọc nhiều và đã gây nhiều ảnh hưởng chống lại những chế độ toàn trị: Một chín tám tư (Nineteen Eighty-Four) và Trại súc vật (Animal Farm), cả hai đều ám chỉ tới Liên Xô dưới thời Joseph Stalin.
Aleksandr Isayevich Solzhenitsyn là một tiểu thuyết gia kịch gia, và sử gia của Liên Xô và Nga. Thông qua bài viết của mình, ông làm cho thế giới nhận thức về các Gulag, hệ thống trại lao động bắt buộc của Liên Xô - đặc biệt là Quần đảo Gulag và Ngày thứ nhất trong cuộc đời của Ivan Denisovich, hai tác phẩm nổi tiếng nhất của ông. Vì những nỗ lực này Solzhenitsyn đã được trao giải Nobel Văn học năm 1970, và bị trục xuất khỏi Liên Xô vào năm 1974.
Herta Müller là một nhà thơ tiểu thuyết gia người Romania gốc Đức, và là nhà bình luận gây chú ý về việc miêu tả các điều kiện khắc nghiệt của cuộc sống dưới chế độ Cộng sản Romania Nicolae Ceauşescu và lịch sử của người Đức ở Banat và chính sách khủng bố của Đức-Rumani khi lực lượng dân tộc chủ nghĩa Stalin của Liên Xô chiếm đóng ở Romania và khi Liên Xô áp đặt chế độ cộng sản của Romania. Müller, một tác giả đã được quốc tế biết đến từ đầu những năm 1990, và tác phẩm của bà đã được dịch sang hơn 20 ngôn ngữ. Bà đã nhận được hơn 20 giải thưởng, trong đó có giải Kleist 1994, Aristeion giải năm 1995 và 1998, giải thưởng quốc tế IMPAC Dublin văn học và giải thưởng nhân quyền Franz Werfel năm 2009. Bà đã được trao giải Giải Nobel Văn học năm 2009.
Ayn Rand một nhà văn rất nổi tiếng thế kỷ 20 đã viết Chúng ta còn sống (We the living) về ảnh hưởng của Cộng sản tại Nga thời sau Cách mạng tháng 10.